# Гошек, Вацлав
Вацлав Гошек (чеш. Václav Hošek; 18 августа 1909, Вамберк — 21 июня 1942, Байройт) — чехословацкий легкоатлет, выступавший в беге с препятствиями. Участник летних Олимпийских игр 1936 года. Участник антифашистского сопротивления в Чехословакии.

## Биография
Вацлав Гошек родился 18 августа 1909 года в австро-венгерском городе Вамберк (сейчас в Чехии).
В 1922 году вместе с семьёй перебрался в деревню Горни Бездеков, в 1924 году — в Унгошть. Учился на переплётчика, в 1941 году окончил предпринимательскую школу. На протяжении большей части жизни не имел постоянной работы и дохода. В 1934 году ограбил табачный магазин в Праге, позже укрывал военного дезертира. За эти преступления был приговорён к шести месяцам тюрьмы.
В 1931 году после службы в армии начал заниматься лёгкой атлетикой. В 1935—1937 годах выступал в соревнованиях за СК «Кладно», в 1938—1940 годах — за пражскую «Спарту». В 1935 году стал чемпионом Чехословакии в беге на 3000 метров с препятствиями, а 1940 году — чемпионом протектората Богемии и Моравии в той же дисциплине.
В 1936 году вошёл в состав сборной Чехословакии на летних Олимпийских играх в Берлине. В беге на 3000 метров с препятствиями занял в полуфинале 8-е место.
В 1940 году победил в забеге Беховице — Прага.
Во время Второй мировой войны стал членом антифашистской группы Мирослава Гулы, которой руководил СССР. В 1941 году предатель сдал её участников оккупантам. Суд приговорил Гошека к 15 годам тюрьмы. Позже он был направлен в немецкий город Байройт для отбывания наказания.
21 июня 1942 года, работая в поле, попытался сбежать, однако во время побега был застрелен фермером Людвигом Бабелем. Место захоронения неизвестно.
После войны чрезвычайный народный суд Чехословакии приговорил убийцу Гошека к 22 годам тюрьмы.

## Личный рекорд
- Бег на 3000 метров с препятствиями — 10.09,4 (1935)[3]